# Nicodamidae
Famille
Les Nicodamidae sont une famille d'araignées aranéomorphes.

## Répartition

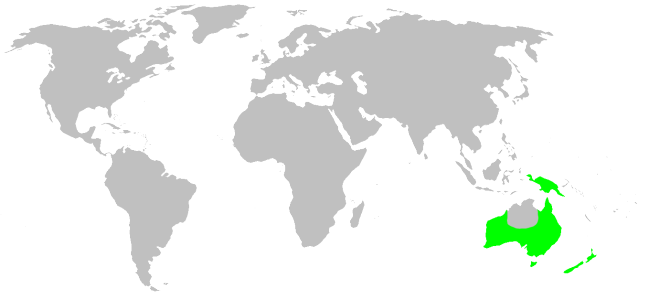
Répartition

Les espèces de cette famille se rencontrent en Australie et en Nouvelle-Guinée.

## Description
Ces araignées de taille modeste tissent une toile en nappe près du sol dans les forêts d'eucalyptus. Chez la plupart d'entre elles, le céphalothorax et les pattes sont d'une teinte rouge uniforme et l’abdomen est noir, raisons pour lesquelles ces espèces sont parfois désignées sous le terme générique d'« araignées rouge et noires ».
Son venin, pour lequel il existe aujourd'hui un sérum, a des effets comparables à la latrotoxine de la veuve noire et provoque des décès chez l'homme adulte dans 5 % des cas. L'un des refuges favoris de ces araignées est le dessous de la lunette des toilettes, et l'on recense en effet des milliers de cas chaque année en Australie.

## Paléontologie
Cette famille n'est pas connue à l'état fossile.

## Taxonomie
Cette famille rassemble 27 espèces dans sept genres.

## Liste des genres
Selon World Spider Catalog (version 18.0, 09/05/2017) :
- Ambicodamus Harvey, 1995
- Dimidamus Harvey, 1995
- Durodamus Harvey, 1995
- Litodamus Harvey, 1995
- Nicodamus Simon, 1887
- Novodamus Harvey, 1995
- Oncodamus Harvey, 1995

## Publication originale
- E. Simon, « Description d'arachnides nouveaux », Annales de la Société Entomologique de Belgique, 1897, vol. 41, p. 8-17 (lire en ligne).